# Motobloc Type I/J
Der Motobloc Type I/J ist ein Pkw-Modell der 1900er Jahre. Hersteller war Motobloc im französischen Bordeaux.

## Beschreibung
Das Modell wurde von 1908 bis 1909 hergestellt. Typisch für Fahrzeuge dieses Herstellers aus dieser Zeit sind der Vierzylinder-Reihenmotor, der aus zwei Gruppen von zwei Zylindern besteht, dazwischen das Schwungrad hat, und der mit dem Getriebe verblockt ist. Der Motor hat Wasserkühlung. Er ist vorn im Fahrgestell eingebaut und treibt über ein Vierganggetriebe und Ketten die Hinterräder an. Er war mit 24/30 CV eingestuft. 120 mm Bohrung und 120 mm Hub ergeben 5429 cm³ Hubraum.
Der Type K hat einen gleich großen Motor. Die Zylinderabmessungen entsprechen jenen des Zweizylindermotors im Type L.